# 21 (Friday)
21 is een nummer van de Nederlandse band Friday uit 2020. Het is afkomstig van hun debuut-EP A Band Called.
"21" kent een optimistisch geluid en gaat over eeuwig jong blijven. De plaat werd mede geproduceerd door de Britse producer Cenzo Townshend, die eerder ook voor U2, Snow Patrol en Kings of Leon produceerde. In april 2020 werd het nummer uitgeroepen tot NPO Radio 2 TopSong en vervolgens werd het een klein succesje in Nederland, met een 11e positie in de Tipparade.

## Tracklijst
- Muziekdownload

1. "21" - 3:02